# Březina (district de Rokycany)
Pour les articles homonymes, voir Brezina.
Březina  (en allemand : Brezina) est une commune du district de Rokycany, dans la région de Plzeň, en République tchèque. Sa population s'élevait à 386 habitants en 2021.

## Géographie
Břasy se trouve à 8 km au nord de Rokycany, à 18 km au nord-est de Plzeň et à 68 km à l'ouest-sud-ouest de Prague.
La commune est limitée par Bezděkov au nord, par Přívětice au nord et à l'est, par Osek au sud et par Břasy à l'ouest.

## Histoire
La première mention écrite du village date de 1379.

## Galerie

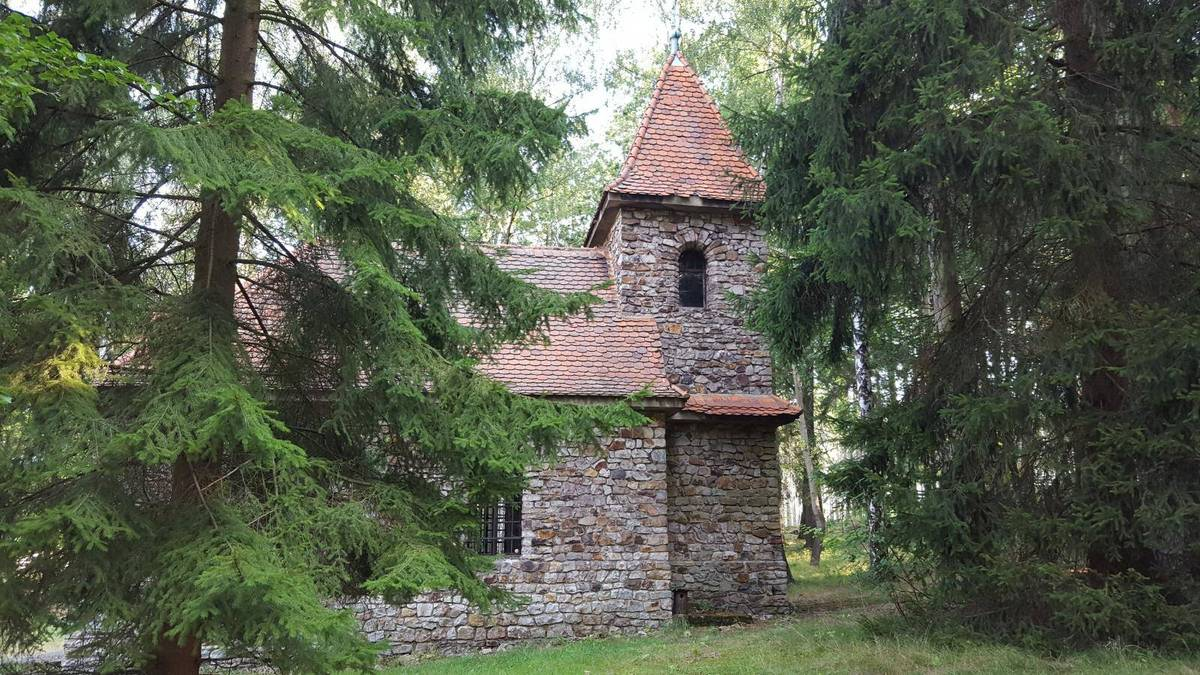
Chapelle dans le parc du château.
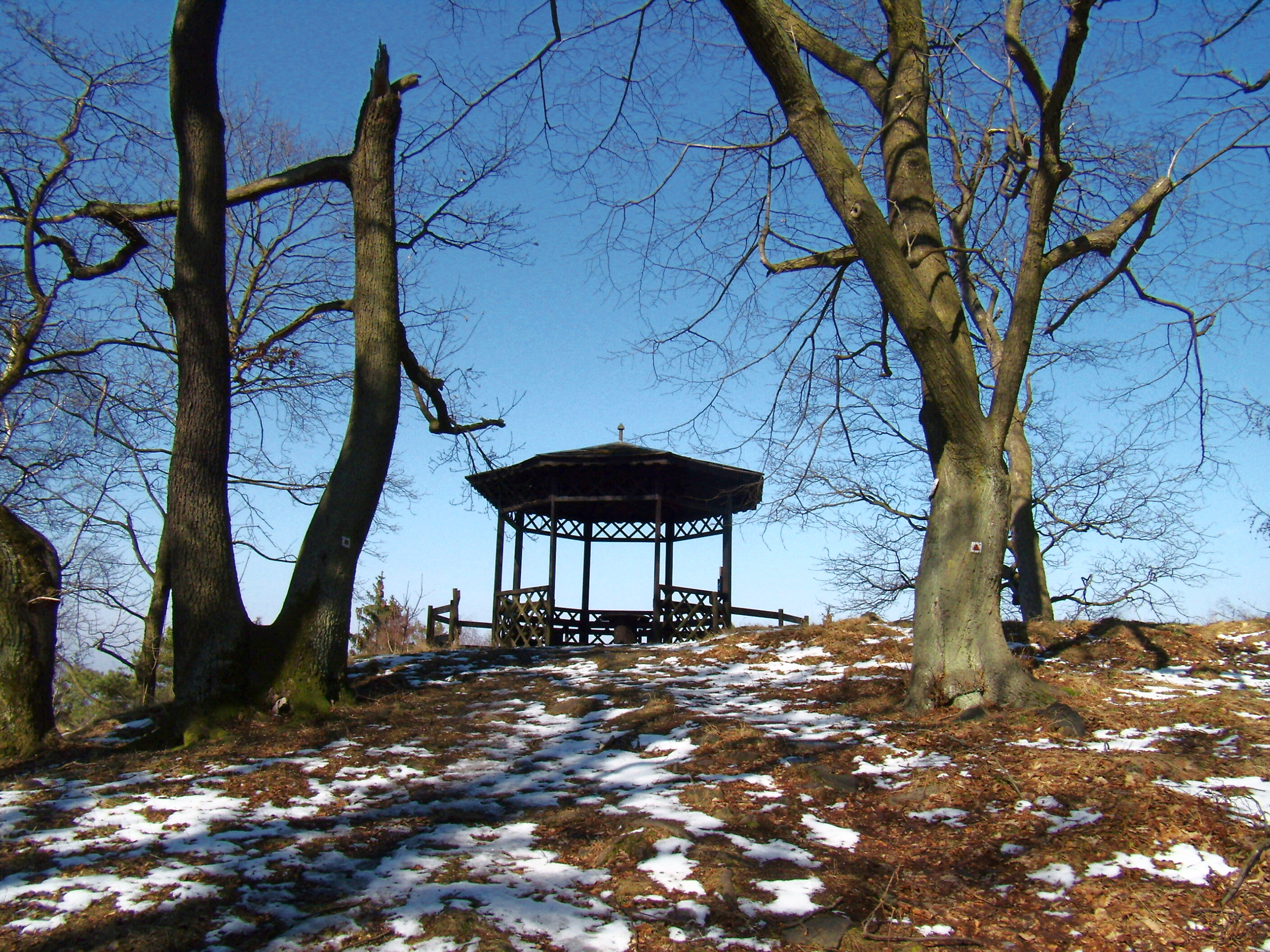
Colline de Březina.

## Transports
Par la route, Březina se trouve à 9 km de Rokycany, à 21 km de Plzeň et à 81 km de Prague.